# NGC 7705
NGC 7705 (również PGC 71811) – galaktyka soczewkowata (SB0), znajdująca się w gwiazdozbiorze Ryb. Odkrył ją Albert Marth 27 października 1864 roku.